# 原田昇左右
原田 昇左右（はらだ しょうぞう、1923年〈大正12年〉7月15日 - 2006年〈平成18年〉7月2日）は、日本の政治家。自由民主党の元衆議院議員（9期）。静岡県焼津市出身。愛称は「ハラショー」。元衆議院議員の原田令嗣は長男。正三位勲一等旭日大綬章。

## 来歴・人物
静岡中学、静岡高校を経て、1946年、東京帝国大学第二工学部卒業後、農林省（現・農林水産省）に入省。後に運輸省に転じる。経済企画庁出向、船舶局、外務省出向(ハンブルク領事)、海運局調査課長、統計調査部調査課長、航空局国際課長、大臣官房開発課長などを歴任。
1974年に運輸省大臣官房審議官を最後に退官、1976年の衆院選に西村直己の後継者として旧静岡1区から出馬し初当選（当選同期に愛知和男・鳩山邦夫・中村喜四郎・中島衛・西田司・池田行彦・堀内光雄・相澤英之・津島雄二・鹿野道彦・塚原俊平・中西啓介・与謝野馨・渡辺秀央・中川秀直・甘利正など）。以後連続当選9回。自民党では宏池会に所属。通産政務次官を経て、1989年に第1次海部内閣の建設大臣として初入閣。衆議院予算委員長なども務めた。
2000年に派閥領袖である加藤紘一が起こした「加藤の乱」では、大半の宏池会幹部が加藤に反発する中、数少ない加藤の同調者となる。2002年、春の叙勲で勲一等旭日大綬章を授けられた。2003年にくも膜下出血で倒れ、同年の総選挙には出馬せず政界を引退した。
2006年7月2日午前7時47分、急性腎不全のため東京都目黒区内の病院で死去。82歳。死後、正三位に叙された。
2017年（平成29年）11月17日、生家（焼津市浜当目）である「原田家住宅」（1875年建造）の主屋などが国の登録有形文化財に登録された。

## 関連人物
- 高橋一郎
- 山崎拓